# Mimicat
Marisa Isabel Lopes Mena, dite Mimicat, est une autrice-compositrice-interprète portugaise, née le 25 octobre 1984 à Coimbra.
Elle représente le Portugal au Concours Eurovision de la chanson 2023 à Liverpool avec la chanson Ai coração.

## Carrière
Née à Coimbra, Marisa Isabel Lopes Mena grandit influencée par la soul et la pop et cite Ella Fitzgerald, Ray Charles et Jill Scott parmi ses références musicales. Elle commence à chanter dès son plus jeune âge. En 2014, elle choisit pour nom de scène Mimicat et sort son premier album, For You. Inspiré par le jazz, cet album inclus des arrangements plus modernes.
Le 12 mars 2023, elle remporte le Festival da Canção avec la chanson Ai coração et représente le Portugal au Concours Eurovision de la chanson 2023. Elle avait déjà participé au festival en 2001 alors qu'elle est âgée de 15 ans. Sa chanson Ai coração a été écrite il y a dix ans. Elle termine à la 23e place du concours, avec 59 points.

## Discographie

### Albums
- 2014 : For You
- 2017 : Back In Town

### Singles
- 2014 : Tell Me Why
- 2015 : Savior
- 2016 : Stay Strong
- 2016 : Gave Me Love
- 2017 : Fire
- 2017 : Going Down